# Districte de Lausanne

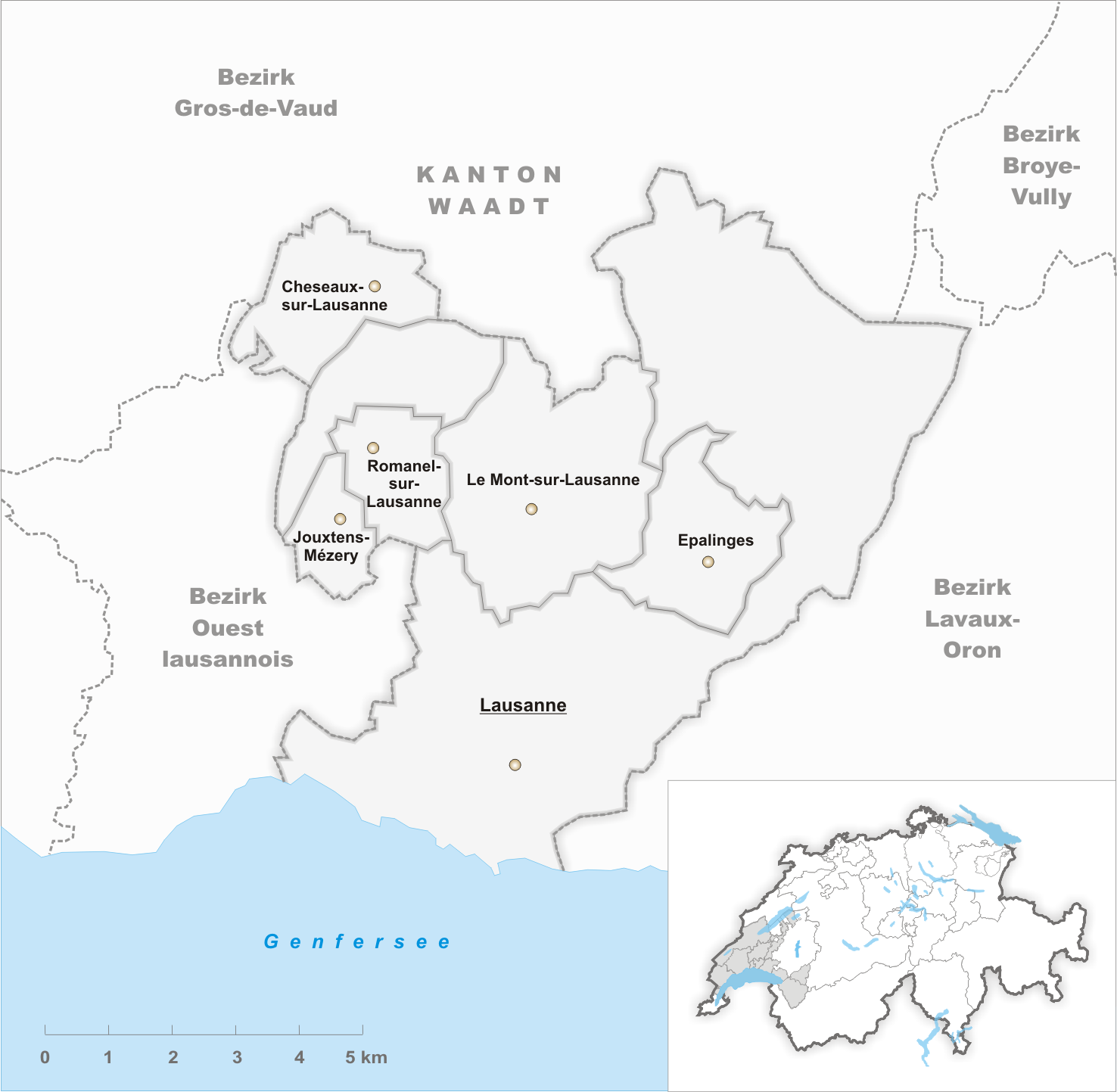
El districte de Lausanne

El Districte de Lausanne és un districte suís del cantó de Vaud que té 137769 habitants (cens de 2005) en una superfície de 65,15 km². El cap del districte també és la capital del cantó, Lausana. El districte compta actualment amb sis municipis, ja que amb la reforma de 2008 va perdre Belmont-sur-Lausanne, Paudex i Pully a favor del nou districte de Lavaux-Oron i Crissier, Prilly i Renens que van passar al nou districte de l'Ouest lausannois.

## Municipis
- Cheseaux-sur-Lausanne
- Epalinges
- Jouxtens-Mézery
- Lausana
- Le Mont-sur-Lausanne
- Romanel-sur-Lausanne